# یرمانیتسه
یرمانیتسه (به چکی: Jeřmanice) یک منطقهٔ مسکونی در جمهوری چک است که در ناحیه لیبرتس واقع شده‌است. یرمانیتسه ۴٫۳۷ کیلومتر مربع مساحت و ۴۸۱ نفر جمعیت دارد و ۴۵۶ متر بالاتر از سطح دریا واقع شده‌است.